# Singer Nähmaschinen Aktiengesellschaft
Die Singer Nähmaschinen A.G war die deutsche Tochter der Singer Manufacturing Company.

## Geschichte

### 1851
Isaac Merritt Singer (1811–1875) war der jüngste Sohn und das achte Kind von Adam Singer und Ruth Benson. In nur elf Tagen mit einem geborgten Kapital von 40 Dollar für die Materialkosten konstruierte Singer 1851 seine Erfindung: die erste praktische Nähmaschine der Welt, Singer's Nr. 1. Er meldete die Maschine zum Patent an, dieses wurde am 12. August 1851 unter der Nummer 8294 ausgestellt. Am selben Tag gründete er in Boston die I. M. Singer Company, nachdem er sich 700 Dollar von einem Freund geborgt hatte. Eine Produktionsanlage entstand 1853 in New York City.

### Von 1895 bis 1946

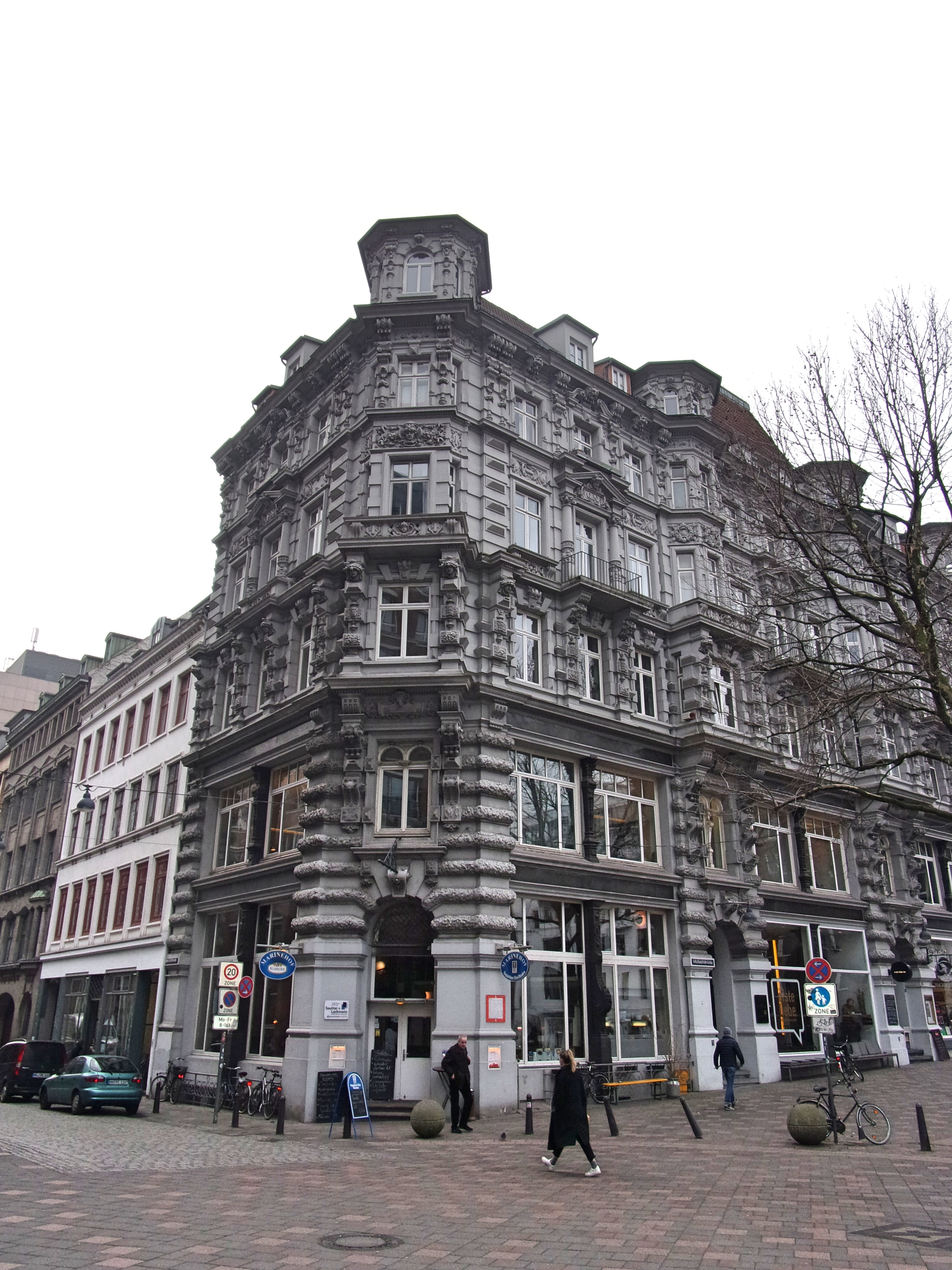
Admiralitätstraße, Hamburg, Neidlingerhaus, Kontor und Lager der Singer-Nähmaschinen

Die 1895 gegründete Singer Nähmaschinen Aktiengesellschaft ging aus der unabhängigen Verkaufsgesellschaft Singer-Generalvertretung Georg Neidlinger hervor, die seit 1860 an ihrem Hamburger Produktionsstandort Singer-Nähmaschinen aus importierten Nähmaschinenteilen fertigte. Allein in Deutschland besaß die Gesellschaft bald über 200 Filialen. Sie verfügte über das dichteste Nähmaschinenfilialnetz in Europa und vertrieb Haushalts- und Industrienähmaschinen in Deutschland, Osteuropa, Asien und Afrika. 1902 zählte die Singer Nähmaschinen AG in Hamburg rund 1000 Arbeiter und Angestellte. Eine Fertigung fand aber auch andernorts statt, etwa im Unternehmen Gebrüder Kayser in Kaiserslautern, der im Jahr 1872 der größte Hersteller von Singer-Nähmaschinen in Deutschland gewesen sein soll.
1902 kaufte das Unternehmen für The Singer Manufacturing Company das Areal in Wittenberge und nach knapp zwei Jahren Bauzeit erfolgte 1904 die Eröffnung der Singer Nähmaschinen Fabrik Wittenberge, ein weiteres Zweigwerk für die Produktion der Nähmaschinen der amerikanischen Company in Europa.
Die Einschränkungen durch den Zweiten Weltkrieg führten im Jahr 1940 zu einer teilweisen Umstellung auf die Produktion von diversen Rüstungsgütern, von 1944 bis 1945 wurden dann nur noch Rüstungsgüter produziert.
Der Produktionsstandort in Wittenberge überstand den Krieg nahezu unbeschadet, das Werk wurde jedoch ab dem 15. Juni 1945 bis ins Jahr 1946 als Reparationsleistung durch die sowjetische Besatzungsmacht demontiert. Die damalige Singer-Werksleitung, die ein Zutrittsverbot zur ehemaligen Singer Nähmaschinen Fabrik hatte, musste ihren Sitz in die ehemalige Singer-Filiale in der Bahnstraße 79 in Wittenberge verlegen. Eine Produktion von Nähmaschinen konnte nicht wieder aufgenommen werden, die Gebäude und Grundstücke blieben bis auf weiteres ungenutzt aber im Besitz der Singer Company und deren Nachfolgeunternehmen.

### Ab 1946

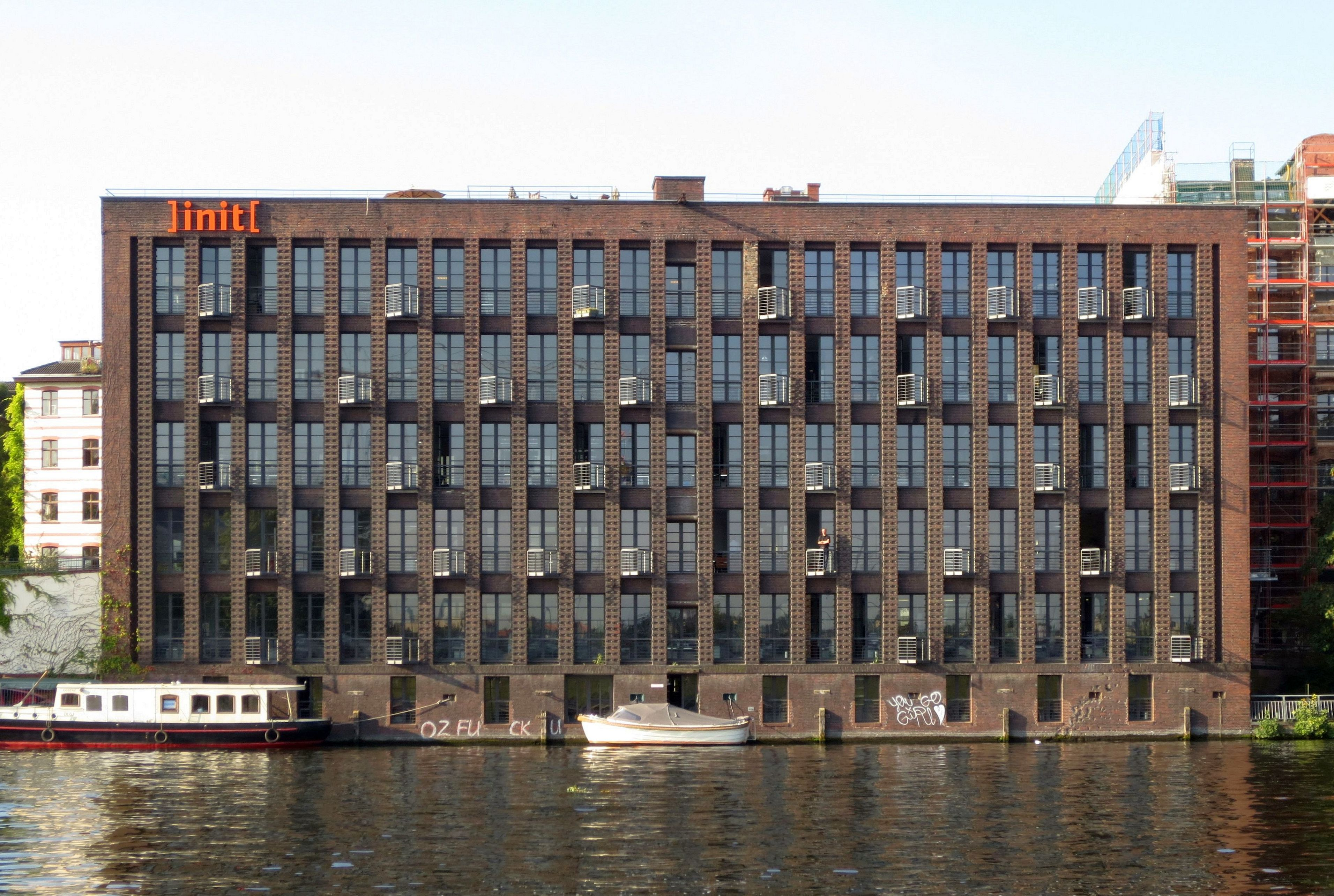
Fabrikgebäude Singer 04 in Berlin-Kreuzberg

Die Karlsruher Nähmaschinenfabrik in Karlsruhe erhielt bereits 1951 einen Lizenz- und Liefervertrag von der Singer-Nähmaschinen AG für die Produktion von Singer-Nähmaschinen in Deutschland. Die in den USA lebende Familie Strauss hielt damals die Aktienmehrheit an der Nähmaschinenfabrik Karlsruhe AG und veräußerte ihre Aktien 1951/52 an die International Securities Company, in deren Besitz sich seit 1961 auch die Singer-Nähmaschinen AG in Frankfurt befand.
Ab 1958 stellte das ehemalige Stammwerk der Nähmaschinenfabrik Karlsruhe AG ausschließlich Singer-Nähmaschinen her und firmiert unter der Bezeichnung Singer Nähmaschinenfabrik Karlsruhe. 1965 erfolgte die Änderung der Rechtsform in Singer Karlsruhe GmbH und 1967 in Singer Werke GmbH. 1982 wurde die Singer Nähmaschinenfertigung in Karlsruhe und damit in Deutschland eingestellt.

## Ehemalige Standorte und Tochterunternehmen in Deutschland

### Hamburg

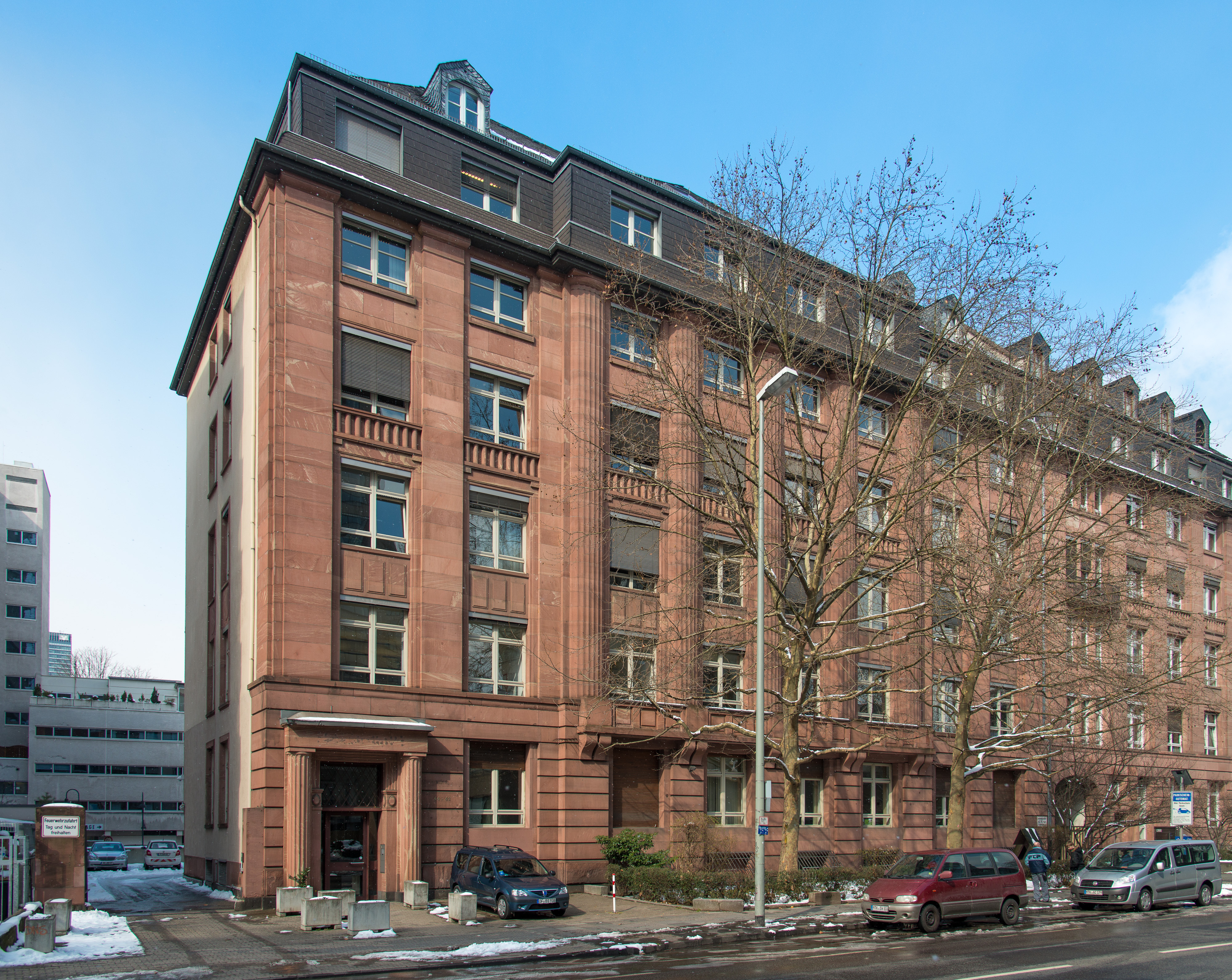
Singerhaus in Frankfurt am Main

- Singer Nähmaschinen Aktiengesellschaft Hamburg, Admiralitätstraße 79, Hamburg, Hauptsitz der Singer-Nähmaschinen AG in Deutschland von 1895 bis 1920

### Berlin
- Singer Nähmaschinen Aktiengesellschaft Berlin, Kronenstraße 22, Berlin, Hauptsitz der Singer-Nähmaschinen AG in Deutschland von 1920 bis 1949 (?)
- Singer Nähmaschinen Aktiengesellschaft Berlin, Köpenicker Straße 9, Berlin (1939/1940), die Adresse trug den Zusatz Zentrale für Berlin-Stadt und Land.[7]

### Frankfurt am Main
- Singer Nähmaschinen Aktiengesellschaft, Industrieabteilung, Stiftstraße 19, Frankfurt am Main (Werbeanzeige 1902)
- Singer Nähmaschinen Aktiengesellschaft, Singerhaus, Gutleutstraße 42–44, Frankfurt am Main, Hauptsitz der Singer-Nähmaschinen AG in Deutschland ab 1949

### Wittenberge
- Singer Nähmaschinenwerk Wittenberge, Bez. Potsdam, Deutscher Produktionsstandort von Singer-Nähmaschinen von 1904 bis 1945[8][9]

### Karlsruhe
- Singer Nähmaschinenfabrik Karlsruhe, Haid-und-Neu-Straße 7, Karlsruhe, Deutscher Produktionsstandort von Singer-Nähmaschinen von 1951 bis 1982

### Düren-Viersen
- Königs u. Bücklers GmbH, Ober-, Wäsche- und Trikotagengarn, Strohhutzwirn, Knopflochzwirn und -garn, hauptsächlich für den Export – ab Januar 1930[10]

### Würselen
- Schiffer & Reiss,  Kaiserstraße 106, Würselen, Nadelfabrik – ab 1922[11]

## Seriennummern und internationale Auszeichnungen
In Deutschland produzierte Singer Nähmaschinen erhielten in der Zeit der Hauptfertigung in Wittenberge die Singer-Produktnamensergänzung D. Die Seriennummern dieser Singer-Nähmaschinen tragen den vorangestellten Zusatz C.
Während der Demontage der Singer-Nähmaschinen-Fabrik in Wittenberge durch die sowjetische Besatzungsmacht sind sämtliche Aufzeichnungen über die Seriennummern der in Wittenberge tatsächlich produzierten Maschinen verloren gegangen.
Die in der Singer-Nähmaschinenfabrik Karlsruhe produzierten Maschinen tragen die Produktnamensergänzung G. Den Seriennummern dieser, in den Anfangsjahren baugleichen, Singer-Nähmaschinen sind die Buchstaben PA bis PY vorangestellt.
Im Jahr 1900 erhielten die Nähmaschinen des Werkes auf der Pariser Weltausstellung den Grand Prix und bei der Ausstellung für Feuerschutz 1901 in Berlin die Goldmedaille.